# Filmes de 1952 da Allied Artists Pictures

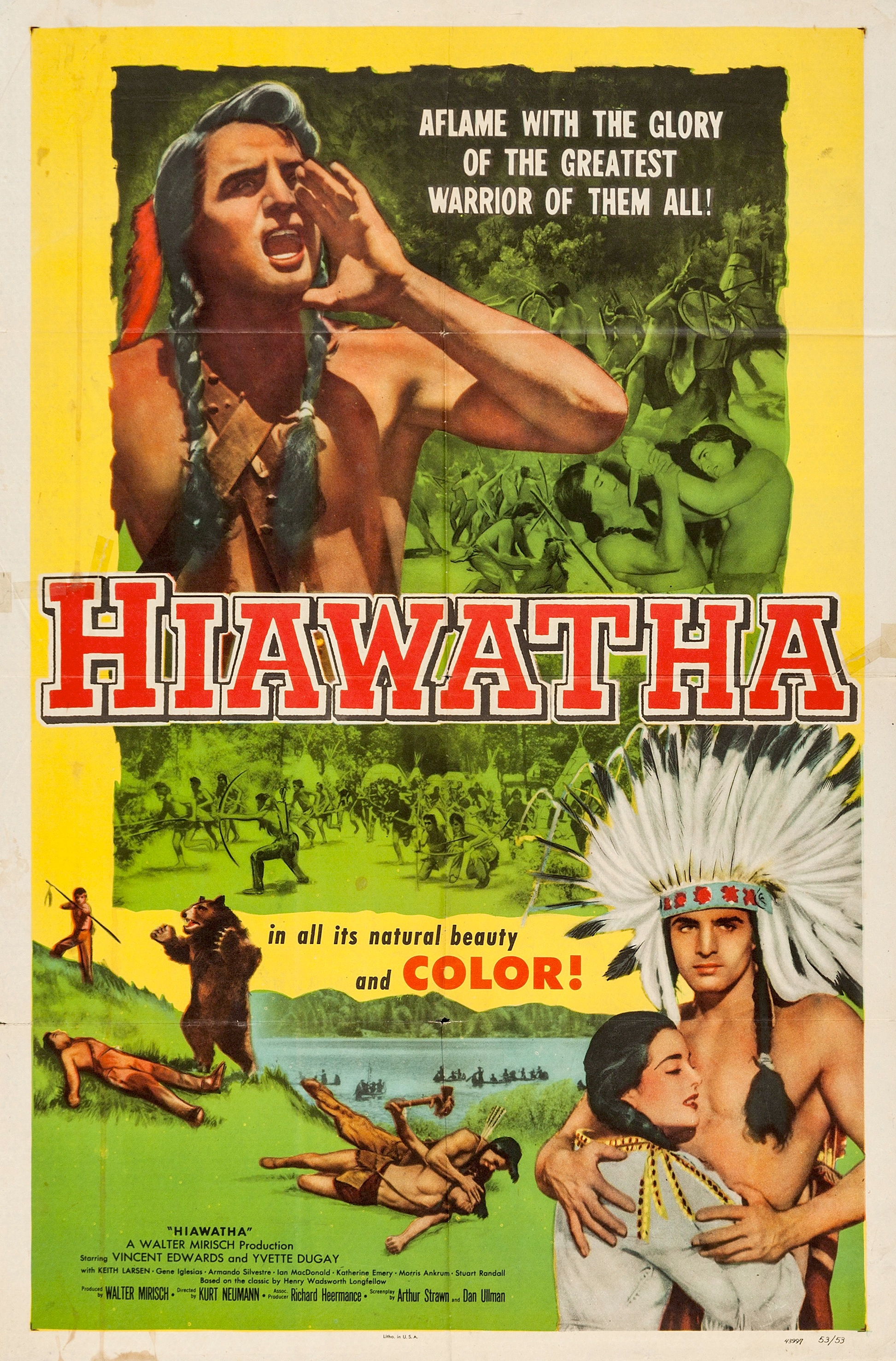
Cartaz de Hiawatha, uma das muitas adaptações cinematográficas do poema "Song of Hiawatha", de Henry Wadsworth Longfellow.

- Em 1952, a Allied Artists lançou um total de 8 filmes.
- Desses, a metade foi produzida no Reino Unido: Castle in the Air, The Franchise Affair, You Can't Beat the Irish e Young Wives' Tale.[1][2]

## Filmes do ano
| Título Original          | Título no Brasil  | Estrelado por   | Dirigido por         | Gênero   |
| ------------------------ | ----------------- | --------------- | -------------------- | -------- |
| Battle Zone              | Linha de Fogo     | John Hodiak     | Lesley Selander      | Guerra   |
| Castle in the Air        |                   | David Tomlinson | Henry Cass           | Comédia  |
| Flat Top                 | Águias da Armada  | Sterling Hayden | Lesley Selander      | Guerra   |
| The Franchise Affair     |                   | Michael Denison | Lawrence Huntington  | Policial |
| Hiawatha                 | Torrentes de Ódio | Vince Edwards   | Kurt Neumann         | Aventura |
| The Maverick             |                   | Bill Elliott    | Thomas Carr          | Faroeste |
| You Can't Beat the Irish |                   | Jack Warner     | John Paddy Carstairs | Comédia  |
| Young Wives' Tale        |                   | Joan Greenwood  | Henry Cass           | Comédia  |

## Premiações
| Filme    | Categoria              | Situação |
| -------- | ---------------------- | -------- |
| Flat Top | Oscar de Melhor Edição | Indicado |